# Зарасян, Альберт Каджазиевич
Альберт Каджазиевич Зарасян (арм. Ալբերտ Զարացյան) (род. 22 июля 1937, Талин) ― советский и  армянский травматолог-ортопед, полевой хирург. Доктор медицинских наук (1990 год), профессор (1991 год).

## Биография
Альберт Зарасян родился 22 июля 1937 года в Талине, Армянская ССР, СССР.
В 1961 году окончил Ереванский государственный медицинский институт. В 1971 году работал на кафедре травматологии и ортопедии и полевой хирургии Ереванского медицинского института.
С 1991 года был руководителем кафедры ортопедии и военно-полевой хирургии Ереванского медицинского института. С 1986 по 2007 год работал городской больницы № 8 в отделении ортопедии и травматологии.
В 1989 году  стал деканом лечебного факультета Ереванского мединститута, с 1992 по 2007 год работал заведующим кафедрой ортопедии и травматологии Ереванского государственного медицинского университета.
в 1995 году секретарем Национального союза и Международной организации ортопедии и травматологии.
С 2007 года преподает профессором кафедры травматологии и ортопедии Ереванского мединститута. В 2007 году назначен заведующим отделением службы ортопедической хирургии Медицинского центра «Шенгавит». Член-корреспондент Араратской международной академии в Париже (с 1995 года).

## Научная деятельность
Работы Альберта Зарацяна посвящена изучению роли костного мозга в формировании костного мозга после травматического восстановления после внутрисуставного остеоартрита, остеосинтеза углеродными структурами, отравления хлоропреном и костеобразования.

## Сочинения
- Полевая хирургия. Учебник для студентов-медиков и врачей, Альберт Зарацян, Роланд Григорян, Ерджанский государственный медицинский университет имени Гераци, Ереван, «Наири», 2000 год[4]
- Применение утлеродных конструкций при остеосинтезе, Ереван, 1991 год